# Hybos gansuensis
Hybos gansuensis är en tvåvingeart som beskrevs av Yang 1988. Hybos gansuensis ingår i släktet Hybos och familjen puckeldansflugor. Inga underarter finns listade i Catalogue of Life.